# Ichneumon dormitans
Ichneumon dormitans là một loài tò vò trong họ Ichneumonidae.